# Max Warschawski
Pour les articles homonymes, voir Warschawski.
Max Warschawski, né le 4 juillet 1925 à Strasbourg dans le département français du Bas-Rhin, et mort le 13 septembre 2006 à Jérusalem en Israël, est l’ancien grand-rabbin de Strasbourg et du Bas-Rhin. C’est un historien du judaïsme alsacien et militant pour la paix.

## Biographie
Né à Strasbourg dans une famille polonaise, il est membre du groupe de jeunesse Yechouroun et des Éclaireurs israélites de France. Il parle le judéo-alsacien.

### Seconde Guerre mondiale
Sa famille quitte Strasbourg à la veille de l'évacuation et s'installe à Vichy. Il continue ses études dans cette ville jusqu'en 1941, puis il part pour Limoges, où il est placé à l'internat. En 1942, le Rabbin Deutsch crée une école destiné  à amener de jeunes élèves à s'orienter vers le rabbinat en parallèle du baccalauréat.
Il rejoint la compagnie de Marc Haguenau dirigée par les E.I.F., dans le Tarn.

### Après la guerre
A la fin de la guerre, après l'armistice, Max Warschawski retourne  à Limoges pour travailler comme éducateur dans une maison de filles. Puis il étudie  au Séminaire israélite de France de 1945 à 1947. Il passe ensuite une année à Londres, au Jewish College, où il obtient une smikha,
Il est rabbin de Bischheim de 1948 à 1954. Il épouse Mireille Metzger et fonde une famille de sept enfants. Puis, il devient adjoint du grand-rabbin de Strasbourg, Abraham Deutsch auquel il succède en 1970. À sa retraite, en 1987, le Grand rabbin René Gutman assure sa succession.

### Alya
Max et Mireille Warschawski s'installent en Israël, à Jérusalem. Il poursuit ses travaux sur l'histoire du judaïsme alsacien, et s'engage activement dans des mouvements  cherchant à favoriser la paix dans la région. Père du militant pacifiste d’extrême gauche israélien Michel Warschawski, le couple est proche à la fin des années 1990 du parti sioniste religieux de gauche lié au Parti travailliste, Meimad.
Max Warschawski meurt à l’âge de 81 ans à Jérusalem.

## Honneurs
Le 27 juin 1978, il est fait chevalier de la Légion d'honneur par le grand-rabbin de France Jacob Kaplan.

## Hommages et distinctions
- Officier de la Légion d'honneur Il est fait chevalier le 27 juin 1978, puis est promu officier le 31 décembre 1989[5].
- La communauté israélite de Strasbourg aménage un espace culturel Max-Warschawski dans ses locaux.
- Une voie de Strasbourg, l’allée Max-Warschawski, aménagée à côté du cimetière israélite de Cronenbourg en 2015 lui rend hommage.

## Publications
- Max et Mireille Warschawski, Ma Bible illustrée, cours d’histoire juive pour la préparation des examens du Conseil pour l’éducation et la culture juive en France., Keren Hasefer ve Halimoud. 3 vol. (ISBN 2-913302-39-4)
- Michel Rothé et Max Warschawski, Les Synagogues d'Alsace et leur histoire., Chalom Bisamme, Jérusalem.

## Galerie

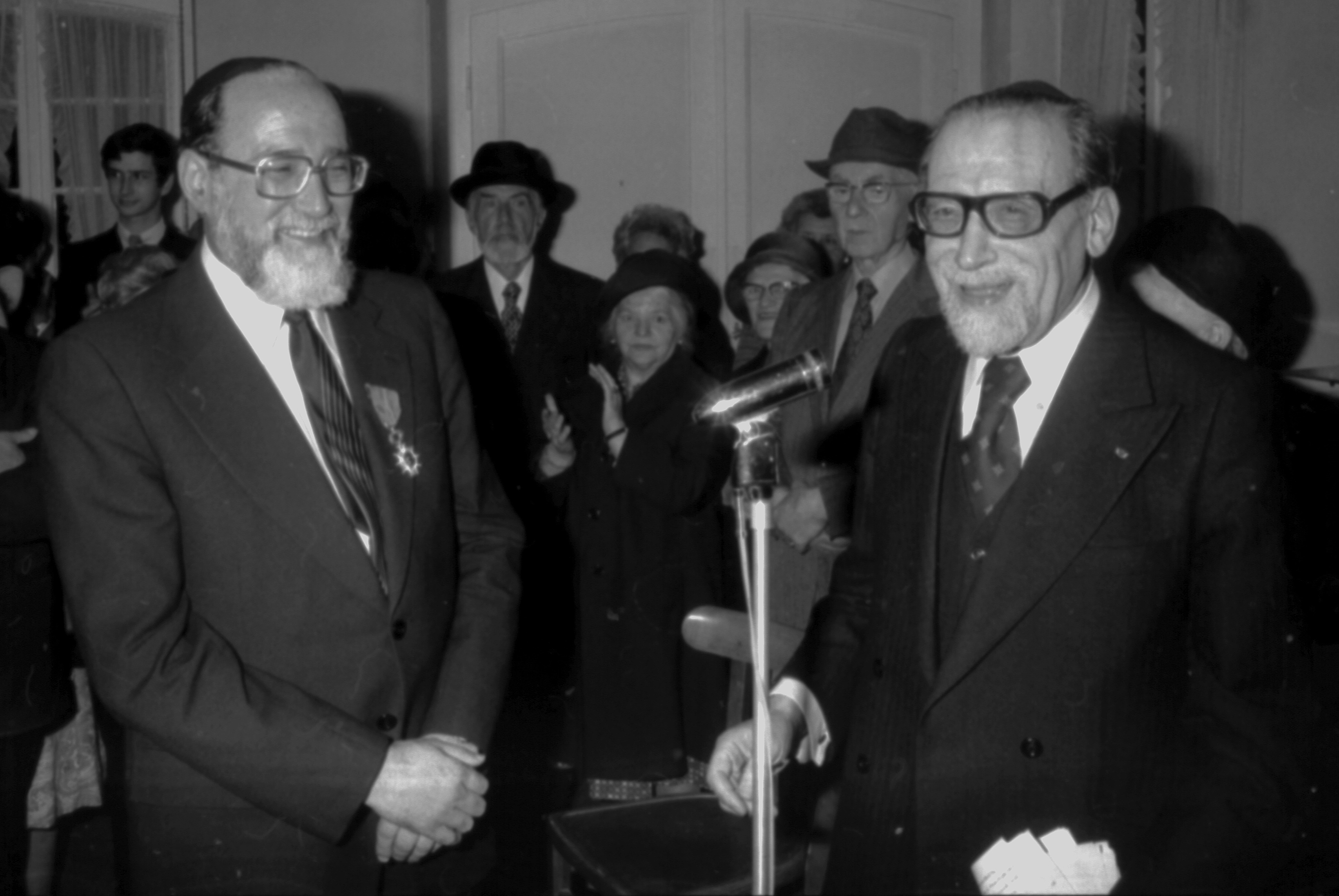
Le grand-rabbin de France Jacob Kaplan remet les insignes de chevalier de la Légion d’honneur au grand-rabbin Max Warschawski à l’hospice Élisa de Strasbourg, le 27 juin 1978.
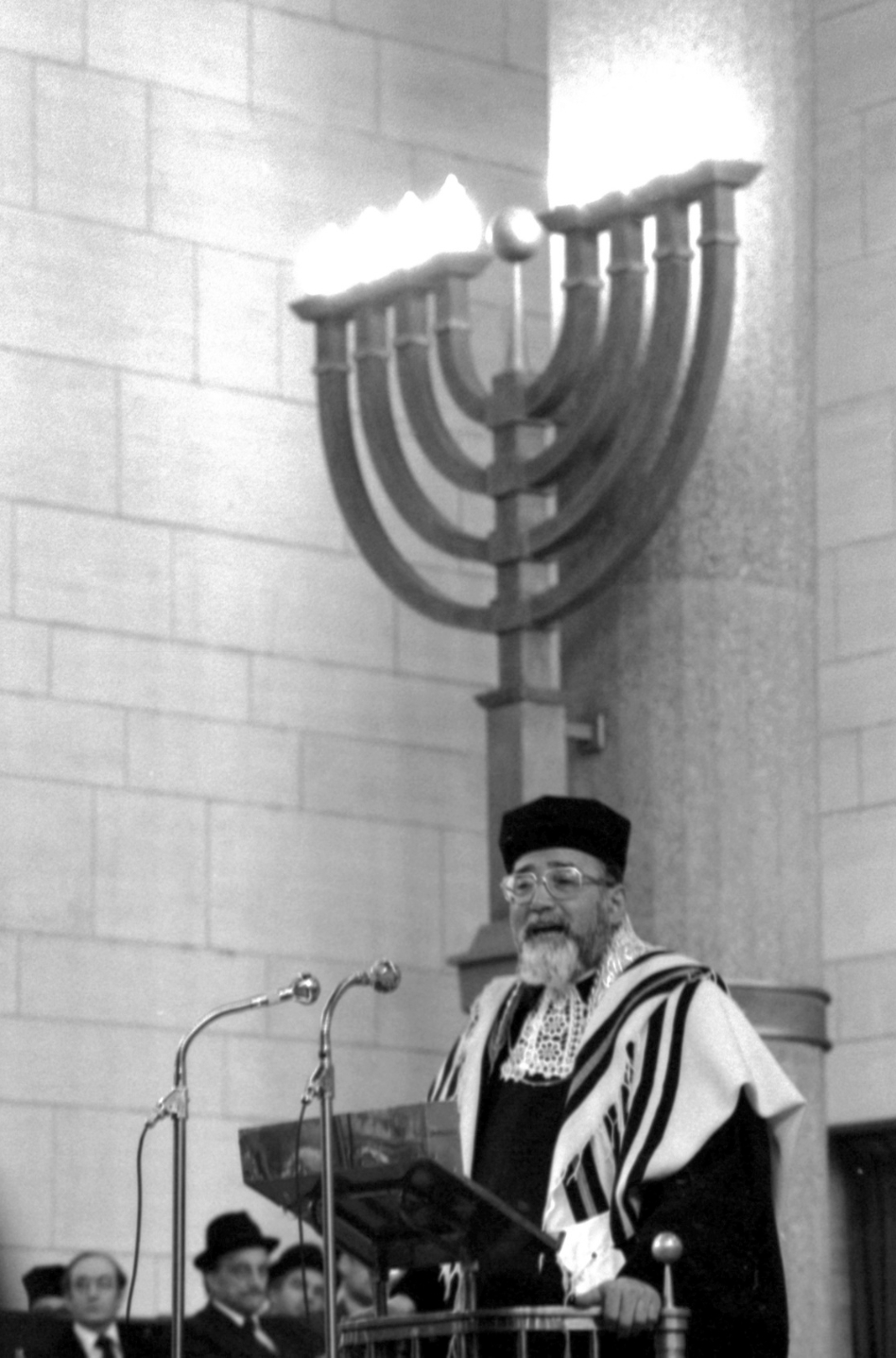
Le grand-rabbin Max Warschawski en chaire, à la grande synagogue de la Paix, 1980.
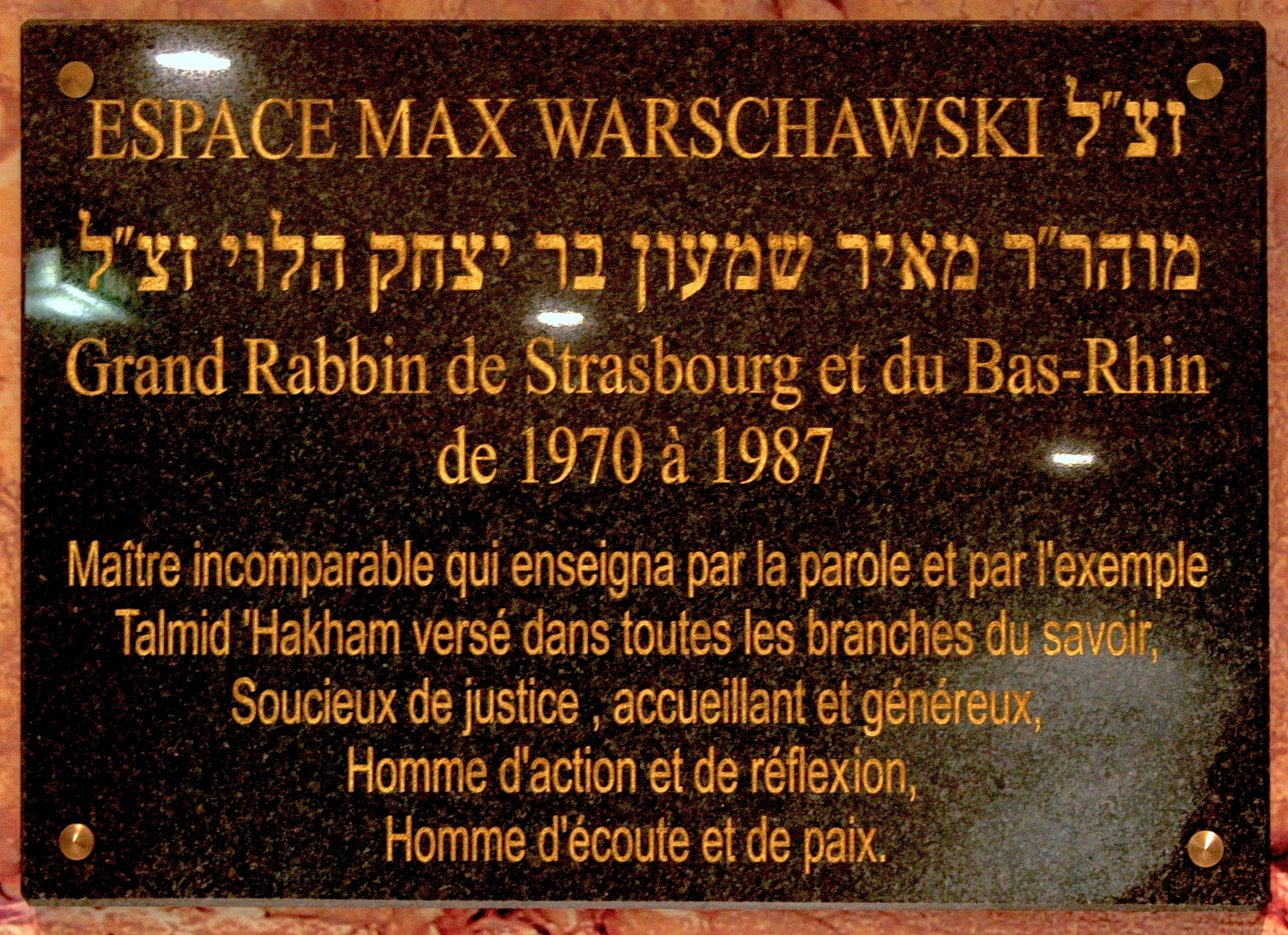
Plaque mémorielle de l’espace Max-Warschawski.
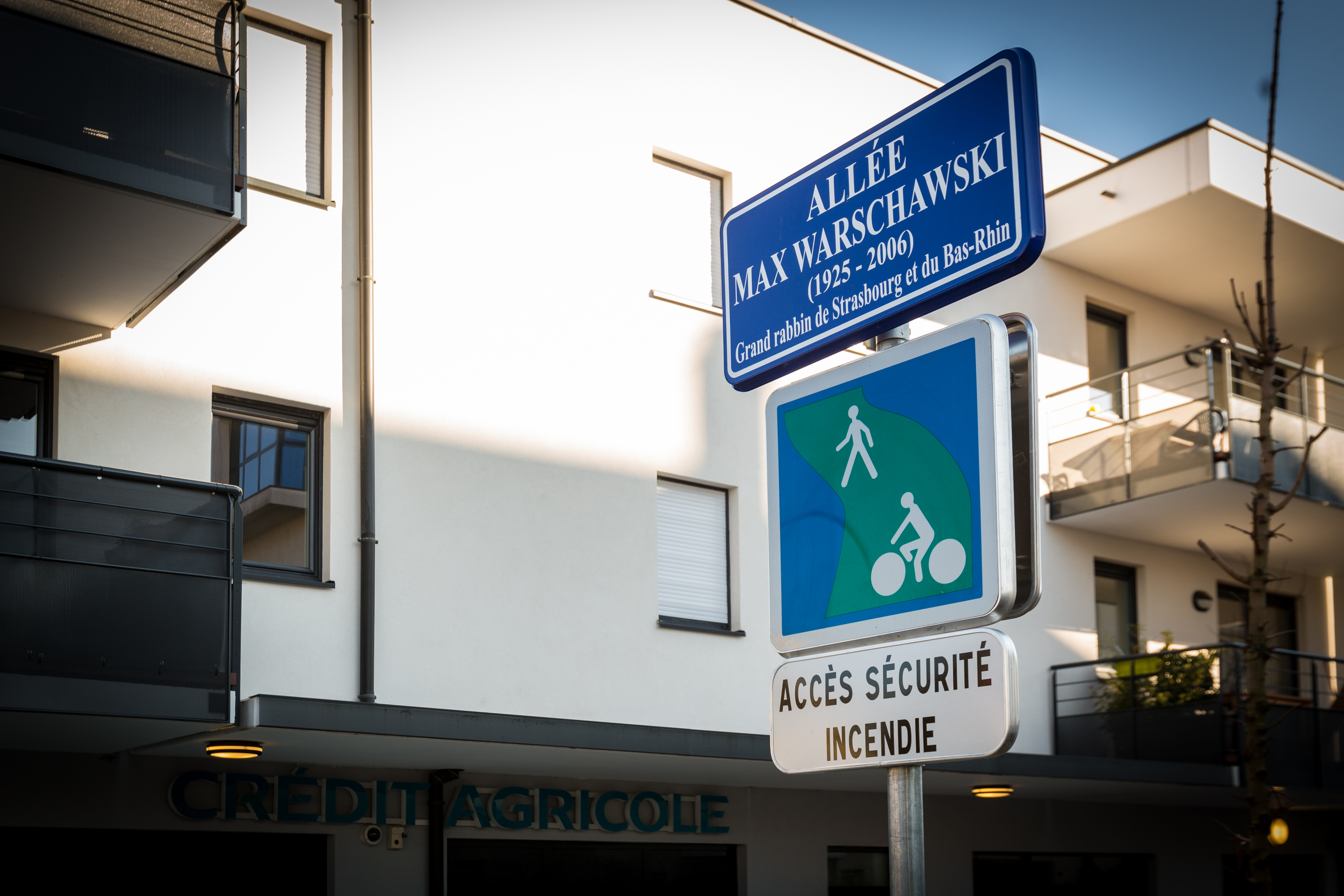
L’allée Max-Warschawski à Cronenbourg.